# Khimik Voskressensk
Le Khimik Voskressensk (en français, le chimiste de Voskressensk) est un club de hockey sur glace de Voskressensk en Russie.  Il évolue dans la Vyschaïa Liga.

## Historique
Le club est créé en 2005 et est engagé en Vyschaïa Liga. Il remplace un précédent club également appelé Khimik Voskressensk qui évoluait en Superliga mais qui a déménagé cette année-là à Mytichtchi et a été renommé Khimik Moskovskaïa Oblast. En 2008, il remporte la Vyschaïa Liga. Mais il n'est pas promu immédiatement dans la KHL qui remplace la Superliga. En effet son dauphin, l'Avtomobilist Iekaterinbourg avait été choisi préalablement pour intégrer la KHL mais a été recalé courant juillet faute de garanties financières. Le Khimik intègre donc cette nouvelle compétition. Le 2 octobre, l'entraîneur Iouri Novikov démissionne et est remplacé par Guennadi Koroteïev. Le Khimik termine avec le plus mauvais bilan de la ligue. En difficultés financières, il est rétrogradé en Vyschaïa Liga en 2009.

## Palmarès
- Vainqueur de la Coupe Petrov : 2023.
- Vainqueur de la Vyschaïa Liga : 2008.

## Saisons après saisons
Note : PJ : parties jouées, V : victoires, VP : victoires en prolongation ou en fusillade, D : défaites, N : matchs nuls, DP : défaite en prolongation, DP : défaite en prolongation ou en fusillade, Pts : Points, BP : buts pour, BC : buts contre.

### Saison en KHL
| Saison    | PJ | V | VP | VTB | D  | DP | DTB | BP  | BC  | Pts | Classement | Séries éliminatoires |
| --------- | -- | - | -- | --- | -- | -- | --- | --- | --- | --- | ---------- | -------------------- |
| 2008-2009 | 56 | 8 | 3  | 0   | 36 | 2  | 7   | 108 | 187 | 39  | 24e/24     | Non qualifié         |